# Мадридски университет „Комплутенсе“
Мадридският университет Комплутѐнсе е едно от най-големите висши учебни заведения, в Мадрид и цяла Испания.

## История
През XIII век Санчо IV (Кастилия) и архиепископ Гонзало Гарсия Гудиеил основават Училище (Estudio de Escuelas Generales de Alcalá) в Алкала. Първата университетска сграда е построена през 1510 г. и в нея се помещава Университетът Киснериана. През тази академична година се отварят и първите училища (департаменти) по изкуства и философия, теология, право, филология и медицина. През 1775 г. е създадена ботаническа градина към университета, а през 1790 г. е създадена и обсерватория. През 1850 г. университетът е преструктуриран и започват да се обучават студенти, които придобиват докторска научна степен. Университетът е структуриран в шест факултета. След революцията от 1858 г. за ректор на университета е избран Фернандо де Кастро, който провежда нова академична политика. През 1919 г. е поставена статуята на Университетът в Мадрид, с която са увековечава автономността на висшите учебни заведения в Испания, след политическите и социални реформи в страната същата година. През 30-те години на XX век се изгражда така нареченият „Студентски град“, които включва сгради за всички факултети. Това поставя началото на изграждането на кампуса на Мадридския университет Комплутенсе.

## Структура
Университетът е структуриран в 25 факултета, 4 департамента, 9 асоциирани центъра, 39 изследователски института и 7 специализирани училища.

## Възпитаници
- Висенте Алейксандре (1898 – 1984) – писател
- Мигел Ариас Канете (р. 1950) – политик
- Хосе Ортега и Гасет (1883 – 1955) – философ и социолог
- Северо Очоа (1905 – 1993) – биохимик, носител на Нобелова награда за медицина

## Галерия
- Ректорат
- Педагогически факултет
- Фармацевтичен факултет
- Медицински факултет
- Биологически факултет
- Философско-филологически факултет
- Историко-географски факултет
- Юридически факултет
- Факултет по изкуства
- Факултет по журналистика и информационни науки
- Факултет по статистически изследвания
- Факултет по информатика